# Eccellenza 2011-2012 (rugby a 15)
L'Eccellenza Super 10 2011-12 fu l'82º campionato nazionale italiano di rugby a 15 di prima divisione.
Si tenne dall’8 settembre 2011 al 19 maggio 2012 tra 10 squadre e vide il ritorno in massima serie del Calvisano, vincitore della serie A1 2010-11, a due anni dalla mancata iscrizione del club al Super 10 2009-10 e la riassegnazione in serie A2; il Calvisano prese il posto del Veneziamestre, retrocesso nella stagione precedente.
Rispetto ai risultati conseguiti sul campo sopraggiunsero, prima dell'avvio della stagione, le seguenti variazioni:
- cessione del titolo sportivo del GranDucato al Reggio Emilia con passaggio di quest'ultima dalla serie A1 all'Eccellenza;
- esclusione del Rugby Roma dal campionato a causa della mancanza di garanzie finanziarie dopo il rilevamento della società da parte di un altro soggetto[2], con conseguente ripescaggio del San Gregorio, secondo classificato in serie A1 2010-11[3];
- penalizzazione di quattro punti in classifica a carico de I Cavalieri di Prato per non avere adempiuto alle disposizioni federali riguardo all'attività giovanile obbligatoria nella stagione precedente[4].

Per quanto riguarda la struttura del torneo, infine, la FIR istituì prima della stagione 2011-12 la disputa della finale per il titolo in doppia gara, la prima delle quali da disputarsi in casa della squadra classificata ai play-off in posizione inferiore; in caso di parità dopo le due gare ne fu prevista una terza, in casa della migliore classificata nella stagione regolare.
In semifinale il capolista e neopromosso Calvisano affrontò il Rovigo, finalista della stagione precedente: all'andata i veneti vinsero 14-8 mentre al ritorno i lombardi guadagnarono la qualificazione nei minuti di recupero con un calcio piazzato di Paul Griffen che permise al Calvisano di vincere di 7 punti; nell'altra semifinale, I Cavalieri di Prato vinsero entrambi i confronti contro Mogliano, 24-29 e 18-16.
Sconfiggendo sia all'andata che al ritorno i toscani, il Calvisano si aggiudicò il suo terzo scudetto, divenendo, contestualmente, la prima squadra nella storia del rugby italiano a diventare campione nazionale dopo avere militato nell'anno precedente in seconda divisione.

## Squadre partecipanti
| Club          | Sponsor                             | Città           | Impianto interno                        |
| ------------- | ----------------------------------- | --------------- | --------------------------------------- |
| L’Aquila      |                                     | L'Aquila        | Stadio Tommaso Fattori                  |
| Calvisano     | Cammi (edilizia)                    | Calvisano       | Stadio San Michele                      |
| I Cavalieri   | Estra (servizi)                     | Prato           | Stadio Enrico Chersoni                  |
| Crociati      | Banca Monte Parma                   | Parma           | Stadio XXV Aprile                       |
| S.S. Lazio    | Mantovani (costruzioni)             | Roma            | CS Giulio Onesti                        |
| Mogliano      | Marchiol (materiale elettrico)      | Mogliano Veneto | Stadio Maurizio Quaggia                 |
| Petrarca      |                                     | Padova          | Stadio Plebiscito e CS Memo Geremia     |
| Reggio Emilia |                                     | Reggio Emilia   | CS Crocetta Canalina e Stadio Mirabello |
| Rovigo        | Vea (cosmesi) e Femi-CZ (portacavi) | Rovigo          | Stadio Mario Battaglini                 |
| San Gregorio  |                                     | Catania         | CS Monti Rossi                          |

## Stagione regolare

### Risultati
| 8/9-10-2011 | 1ª/10ª giornata            | 22-2-2012 |
| ----------- | -------------------------- | --------- |
| 21-16       | Petrarca — Calvisano       | 9-16      |
| 22-14       | Mogliano — Lazio           | 27-27     |
| 11-22       | Reggio Emilia — Rovigo     | 3-23      |
| 17-15       | L’Aquila — Crociati        | 9-35      |
| 24-55       | San Gregorio — I Cavalieri | 14-43     |
|             |                            |           |

| 29/30-10-2011 | 4ª/13ª giornata             | 3/4-3-2012 |
| ------------- | --------------------------- | ---------- |
| 36-3          | Calvisano — San Gregorio    | 19-8       |
| 38-10         | Rovigo — Lazio              | 27-21      |
| 12-16         | Crociati — Mogliano         | 16-23      |
| 42-10         | I Cavalieri — Reggio Emilia | 41-20      |
| 15-26         | L’Aquila — Petrarca         | 15-51      |
|               |                             |            |

| 23-12-2011 | 7ª/16ª giornata              | 31-3/1-4-2012 |
| ---------- | ---------------------------- | ------------- |
| 19-10      | Calvisano — Crociati         | 18-14         |
| 16-17      | Lazio — L’Aquila             | 17-12         |
| 20-23      | Rovigo — I Cavalieri         | 23-27         |
| 20-15      | Reggio Emilia — San Gregorio | 22-13         |
| 32-23      | Mogliano — Petrarca          | 12-9          |

| 15/16-10-2011 | 2ª/11ª giornata           | 19-2-2012 |
| ------------- | ------------------------- | --------- |
| 50-13         | Calvisano — Reggio Emilia | 37-7      |
| 28-28         | Lazio — Petrarca          | 9-13      |
| 9-9           | Rovigo — Mogliano         | 19-26     |
| 26-21         | Crociati — San Gregorio   | 13-7      |
| 17-25         | L’Aquila — I Cavalieri    | 11-53     |
|               |                           |           |

| 26/27-11-2011 | 5ª/14ª giornata          | 10/11-3-2012 |
| ------------- | ------------------------ | ------------ |
| 7-10          | Lazio — Calvisano        | 11-30        |
| 40-7          | Rovigo — Crociati        | 22-16        |
| 12-18         | Reggio Emilia — Petrarca | 13-34        |
| 12-7          | Mogliano — I Cavalieri   | 19-22        |
| 18-15         | San Gregorio — L’Aquila  | 16-19        |
|               |                          |              |

| 7/8-1-2012 | 8ª/17ª giornata          | 14/15-4-2012 |
| ---------- | ------------------------ | ------------ |
| 20-20      | I Cavalieri — Calvisano  | 17-18        |
| 17-25      | San Gregorio — Lazio     | 16-37        |
| 8-27       | L’Aquila — Rovigo        | 25-32        |
| 25-0       | Petrarca — Crociati      | 20-19        |
| 16-33      | Reggio Emilia — Mogliano | 15-62        |
|            |                          |              |

| 22/23-10-2011 | 3ª/12ª giornata          | 25/26-2-2012 |
| ------------- | ------------------------ | ------------ |
| 8-30          | Mogliano — Calvisano     | 18-26        |
| 26-18         | Lazio — Crociati         | 25-33        |
| 23-17         | San Gregorio — Rovigo    | 5-39         |
| 19-14         | Reggio Emilia — L’Aquila | 9-23         |
| 13-16         | Petrarca — I Cavalieri   | 28-19        |
|               |                          |              |

| 3/4-12-2011 | 6ª/15ª giornata          | 24/25-3-2012 |
| ----------- | ------------------------ | ------------ |
| 14-20       | Calvisano — Rovigo       | 3-44         |
| 46-20       | I Cavalieri — Lazio      | 29-10        |
| 0-20        | Crociati — Reggio Emilia | 20-27        |
| 38-5        | Petrarca — San Gregorio  | 13-19        |
| 22-15       | L’Aquila — Mogliano      | 10-52        |
|             |                          |              |

| 28/29-1-2012 | 9ª/18ª giornata         | 21/22-4-2012 |
| ------------ | ----------------------- | ------------ |
| 30-12        | Calvisano — L’Aquila    | 43-17        |
| 20-16        | Lazio — Reggio Emilia   | 18-19        |
| 5-21         | Rovigo — Petrarca       | 16-16        |
| 26-42        | Crociati — I Cavalieri  | 6-17         |
| 75-5         | Mogliano — San Gregorio | 20-7         |

### Classifica
| Pos | Squadra       | G  | V  | N | P  | PF  | PS  | DP   | BMP | Pt |
| --- | ------------- | -- | -- | - | -- | --- | --- | ---- | --- | -- |
| 1   | Calvisano     | 18 | 14 | 1 | 3  | 435 | 259 | +176 | 7   | 65 |
| 2   | I Cavalieri   | 18 | 14 | 1 | 3  | 554 | 311 | +243 | 6   | 64 |
| 3   | Mogliano      | 18 | 12 | 2 | 4  | 481 | 289 | +192 | 6   | 58 |
| 4   | Rovigo        | 18 | 11 | 2 | 5  | 443 | 268 | +175 | 9   | 57 |
| 5   | Petrarca      | 18 | 11 | 2 | 5  | 406 | 267 | +139 | 8   | 56 |
| 6   | S.S. Lazio    | 18 | 6  | 2 | 10 | 342 | 417 | −75  | 6   | 34 |
| 7   | Reggio Emilia | 18 | 5  | 0 | 13 | 271 | 486 | −215 | 4   | 24 |
| 8   | L’Aquila      | 18 | 5  | 0 | 13 | 278 | 509 | −231 | 4   | 24 |
| 9   | Crociati      | 18 | 4  | 0 | 14 | 286 | 394 | −108 | 5   | 21 |
| 10  | San Gregorio  | 18 | 3  | 0 | 15 | 236 | 532 | −296 | 4   | 16 |

## Play-off
|  | Semifinali | Semifinali  | Semifinali | Semifinali | Semifinali |  |  | Finale      | Finale      | Finale | Finale | Finale |  |
|  |            |             |            |            |            |  |  |             |             |        |        |        |  |
|  | 4          | Rovigo      | 14         | 9          | 23         |  |  |             |             |        |        |        |  |
|  | 1          | Calvisano   | 8          | 16         | 24         |  |  | Calvisano   | Calvisano   | 27     | 16     | 43     |  |
|  | 3          | Mogliano    | 24         | 16         | 40         |  |  | I Cavalieri | I Cavalieri | 22     | 14     | 36     |  |
|  | 2          | I Cavalieri | 29         | 18         | 47         |  |  |             |             |        |        |        |  |

### Semifinali
| Arbitro: | Alan Falzone (Padova) |

|                           |      |             |
| Bacchetti 72’             | mt   | 16’ Hehea   |
| Duca 72’                  | tr   | 16’ Griffen |
| Basson 2’ Duca 48’, 80+2’ | c.p. | 9’ Griffen  |

| Arbitro: | Stefano Pennè (Milano) |

|                            |      |                                     |
| Lucchese 10’, 64’          | mt   | 44’ de Gregori 48’ Nifo 76’ Ngawini |
| Fadalti 64’                | tr   | 76’ Bocchino                        |
| Fadalti 23’, 38’, 67’, 70’ | c.p. | 4’, 31’, 35’, 40’ Wakarua           |

| Arbitro: | Claudio Passacantando (L'Aquila) |

|                    |      |                      |
| Vunisa 17’         | mt   |                      |
| Griffen 17’        | tr   |                      |
| Griffen 39’, 80+2’ | c.p. | 43’, 52’, 80’ Basson |

| Arbitro: | Stefano Mancini (Frascati) |

|                                 |      |                       |
|                                 | mt   | 80+12’ Fadalti        |
|                                 | tr   | 80+12’ Fadalti        |
| Wakarua 2’, 21’, 35’            | c.p. | 17’, 29’, 69’ Fadalti |
| Wakarua 52’, 74’ Bocchino 80+8’ | drop |                       |

### Finale
| Arbitro: | Carlo Damasco (Napoli) |

|                            |      |                              |
| Ngawini 24’ Kolo’ofai 51’  | mt   | 45’ Bergamo 65’, 78’ tecnica |
|                            | tr   | 45’, 65’, 78’ Griffen        |
| Wakarua 11’, 20’, 31’, 37’ | c.p. | 6’, 44’ Griffen              |

| Arbitro: | Marius Mitrea (Treviso) |

|                       |      |                        |
| Hehea 21’             | mt   | 80’ Leonardi           |
| Griffen 21’           | tr   |                        |
| Griffen 41’, 42’, 46’ | c.p. | 18’, 57’, 64’ Bocchino |

## Verdetti
- Calvisano: campione d'Italia;
- Calvisano, I Cavalieri, Mogliano e Rovigo: qualificate all'European Challenge Cup;
- San Gregorio: retrocessa in serie A1.